# Youssouf Bath
Pour les articles homonymes, voir Bath (homonymie).
Youssouf Bath, né à Tabou (Côte d'Ivoire) en 1949, est un peintre ivoirien.
Il est l'une des figures principales du Vohou-vohou, un collectif d'artistes ivoiriens ayant donné une importante impulsion à la créativité locale en exploitant des matériaux naturels ou de récupération.

## Biographie
Youssouf Bath naît en 1949 à Tabou, dans la région du Bas-Sassandra, dans le Sud-Ouest de la Côte d'Ivoire.
Il étudie à l'école des Beaux-Arts d'Abidjan dans les années 1970, où il est formé à la technique académique par des professeurs français, avant d'aller aux Beaux-Arts de Paris,.
En 1972, le premier choc pétrolier provoque une crise économique qui affecte la Côte d'Ivoire et donc le financement de l'école des Beaux-Arts où étudie Bath. Faute d'obtenir du matériel de celle-ci, les élèves doivent trouver par eux-mêmes le moyen de se les financer et finissent par créer leurs propres supports et leurs propres ingrédients de peinture, recyclant des objets, des racines, peignant sur des écorces, etc.. C'est ainsi que naît le Vohou-vohou, un collectif d'artistes ivoiriens, formé à l'origine au début des années 1970 par des étudiants de l'École des Beaux-Arts d'Abidjan et revigoré au milieu des années 1980, qui a donné une « impulsion remarquable à la création plastique locale en exploitant le collage les objets recyclés, et de pigment naturels et décoction de plante ». Figure de proue de ce mouvement, Youssouf Bath est celui qui est le plus proche des idées qui ont inspiré le groupe, à savoir le collage et l'inclusion de motifs sacrés et de matériaux traditionnels dans la peinture vohou des années 1970,.
Youssouf Bath s'installe un temps en France pour y vivre de son art, mais rentre en Côte d'Ivoire où il a toutes ses attaches ; il admet qu'il n'aurait pas eu le même succès en France.
En 1990, il est invité à exposer à New York au sein de l'exposition Contemporary African Artists: Changing Tradition. Il s'agit de la première exposition américaine majeure consacrée uniquement à des artistes africains. Youssouf Bath figure ainsi aux côtés de neuf artistes majeurs du continent africain que sont El Anatsui, Bruce Onobrakpeya, Tapfuma Gutsa, Souleymane Keita, Nicholas Mukomberanwa, Henry Munyaradzi, Ablade Glover et Rosemary Karuga.

## Œuvre
Le « Sorcier Vohou », tel que le surnomment ses camarades du collectif Vohou-vohou, utilise principalement pour support le tapa, une toile obtenue dans une étoffe d’écorce battue,. Il ajoute des objets recyclés et des pigments traditionnels naturels pour rechercher une identité locale, animer ses œuvres et inviter le spectateur à entrer dans un monde onirique dans lequel il se reconnecte avec ses origines ainsi que celles de son environnement pour qu'il ait les clés du présent.
Il combine pour cela l'art figuratif et l'art abstrait dans des toiles où se mêlent « machines infernales, corps et regards tourmentés... Une torture qui nous torture ».

## Expositions notables
Youssouf Bath a exposé dans de nombreux lieux importants de Côte d'Ivoire et d'ailleurs, parmi lesquels :
- Centre culturel français d’Abidjan en 1985, où le mouvement Vohou-vohou « acquiert ses lettres de noblesse »[2]
- « La Côte d’Ivoire au quotidien », Centre Pompidou, Paris (1988)[11]
- « Contemporary African artists : changing tradition » (avec El Anatsui, Bruce Onobrakpeya, Youssouf Bath, Tapfuma Gutsa, Souleymane Keita, Nicholas Mukomberanwa, Henry Munyaradzi et Rosemary Karuga), Studio Museum in Harlem, New York (1990)[7],[12]
- Peinture murale pour le musée urbain Tony-Garnier, Lyon (inaugurée en 1994)[13]

### Filmographie
- ... Peinture Youssouf Bath (Côte d'Ivoire) ; ...Peinture Mathilde Moreau (Côte d'Ivoire) ; ... Peinture Théodore Koudougnon (Côte d'ivoire) ; ...Peinture N'Guessan Kra, documentaire d'Idriss Diabaté et Georges Retord (Paris, 2012) (OCLC 800296975).